# Pendragon (banda)
Pendragon es una banda de rock neoprogresivo formada en Stroud, Inglaterra, en 1978 por el guitarrista Nick Barrett. Aunque originalmente tomaron  su nombre como otros tantos del género, a partir del mito griego y dinastía Arturian llamándose en un primer momento Zeus Pendragon, el Zeus fue eliminado antes de realizar ninguna grabación porque sus miembros pensaron que era un nombre demasiado largo para que cupiese en una camiseta.

La banda se formó en Gloucestershire, Inglaterra, en plena época de apogeo punk y del new wave, a principios de los 80, pero no sería hasta 1983, cuando empezaron a presentarse en diversos clubes, que lograron una mediana fama en el ambiente local. En ese sentido tuvo mucho que ver el quiebre a la fama del grupo Marillion que abrió una brecha para que varias bandas de este nuevo prog, con mucho potencial comercial, fueran tomadas en serio. Luego de haber tenido la posibilidad de tocar en el masivo festival Reading y firmados con Elusive Records, del mismo en aquel entonces mánager de Marillion, vinieron a editar en un par de años dos placas maestras en su progreso, "Fly High, Fall Far" de 1984 y "The Jewel" en 1985. Además la agrupación estabilizó su formación con el vocalista-guitarrista Nick Barrett, el bajista Peter Gee, el baterista Fudge Smith y el tecladista Clive Nolan, estableciéndose la formación clásica de Pendragon. En 1986 grabaron el disco en vivo, "9:15", comenzando a instituir una entusiasta base de seguidores por toda Europa, que vio en Pendragon la renovación de grupos clásicos del rock sinfónico, como Genesis, Yes y Emerson, Lake & Palmer. Pendragon era otra de las bandas que no parecía rendirse al esquema comercial de la canción de 3 minutos y sin embargo, podían enganchar con un público más masivo que los convirtió en líderes de un movimiento, aunque de arrastre menor, igualmente importante. 
Luego de un largo período de inactividad discográfica, el grupo retornó en 1991 con "The Rest of Pendragon" -una recopilación de lo mejor de sus primeros trabajos, mezclados a los lados B de los sencillos- y su primer álbum original en cinco años, "The World", producido por Tony Taverner y publicado por el sello propio de Pendragon, Toff records, que hasta el día de hoy mantiene estricta relación con la banda y con su fan club. El álbum, que fue lanzado en 1993 en Estados Unidos, obtuvo una excelente repercusión en el ambiente progresivo y es considerado un momento notable en su evolución y diseño artístico, con la gráfica y la parte visual a cargo de un afamado artista de nombre Simon Williams. Este detalle era importante ya que el aspecto de los efectos e imágenes jugaban un rol importante en el montaje escénico de sus shows en vivo. 
El siguiente paso de Pendragon fue la edición del elepé "Window of Life", que fue bien recibido a pesar del hecho de que el reconocimiento en Gran Bretaña siempre les fue esquivo, quizá porque la crítica inglesa nunca se ha abierto del todo para con las bandas del género prog-rock. Sin embargo había público en otras partes del planeta, por lo que firmaron un contrato con el sello de Japón, país en que contaban con una base importante de fanáticos seguidores, Pony Canyon en 1994, con quienes reeditaron todo su catálogo publicado hasta ese entonces. La agrupación se presentó en Estados Unidos en el festival progresivo de Los Ángeles, a mediados de los 90, con lo que lograron transformarse en una de las bandas más respetadas del nuevo sonido sinfónico, haciéndose conocidos internacionalmente. Desde 1996 en adelante han publicado los discos "Masquerade Overture" -que se conoce también como una edición doble limitada- "Fallen Dream & Angels". Luego en 1998 el grupo terminaba de girar por el mundo para incluir Latinoamérica y tras eso publican la última producción de 1999, "Overture". Además, el tecladista Clive Nolan creó otra de las bandas más destacadas del rock progresivo contemporáneo, Arena, junto al exbaterista 
de Marillion, Mike Pointer. En el año 2001 la banda volvió a reunirse para grabar el extraordinario elepé "Not Of This World", además de estar planeando una extensa gira de promoción para el nuevo disco. 
 Desde 1986 hasta 2006, la alineación de Pendragon no sufrió ningún cambio, pero desde 2006 han pasado dos baterías más por la banda.

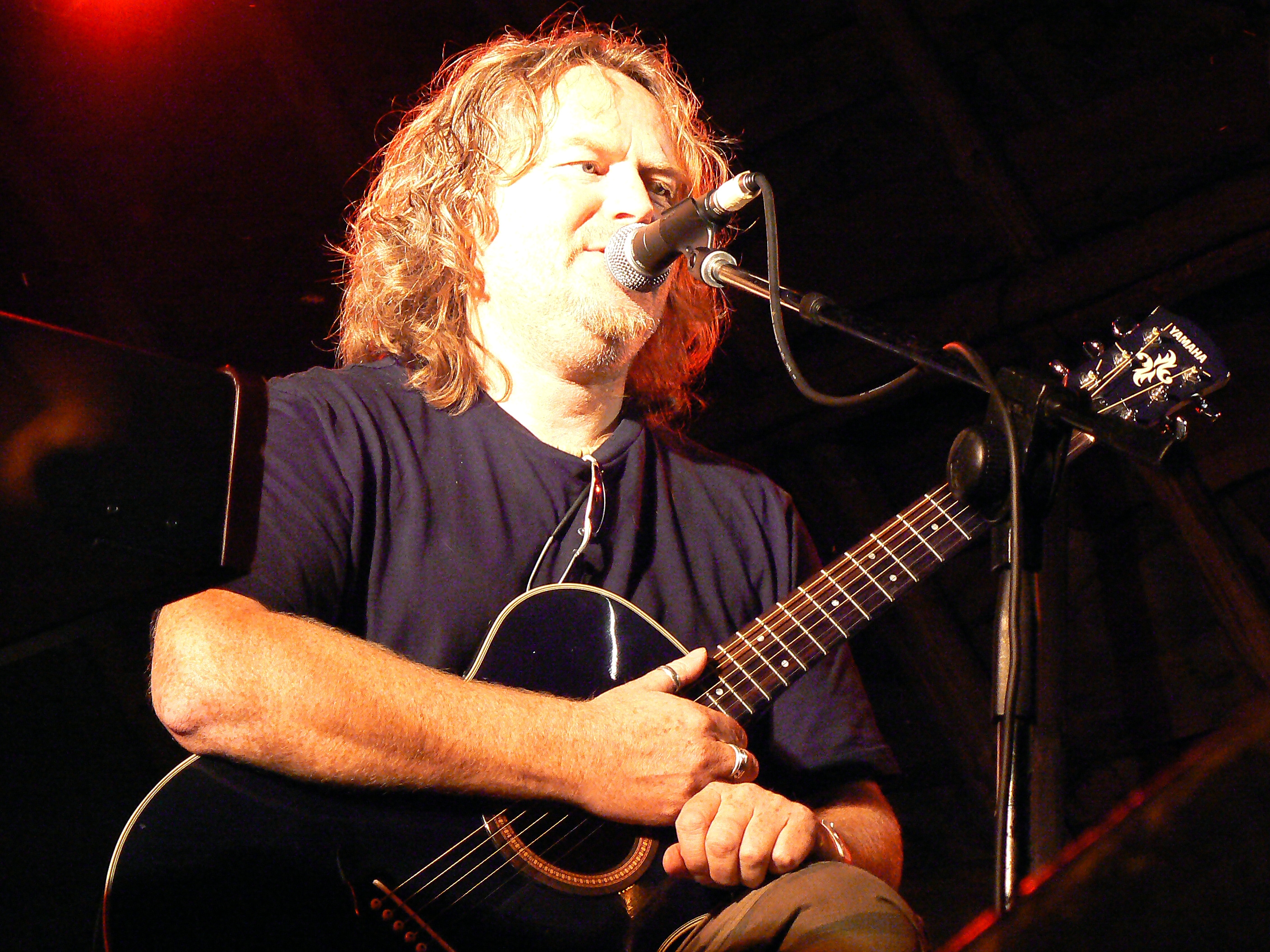
Nick Barrett. "Baltic Prog Fest". Kernavė. 25/7/2008.

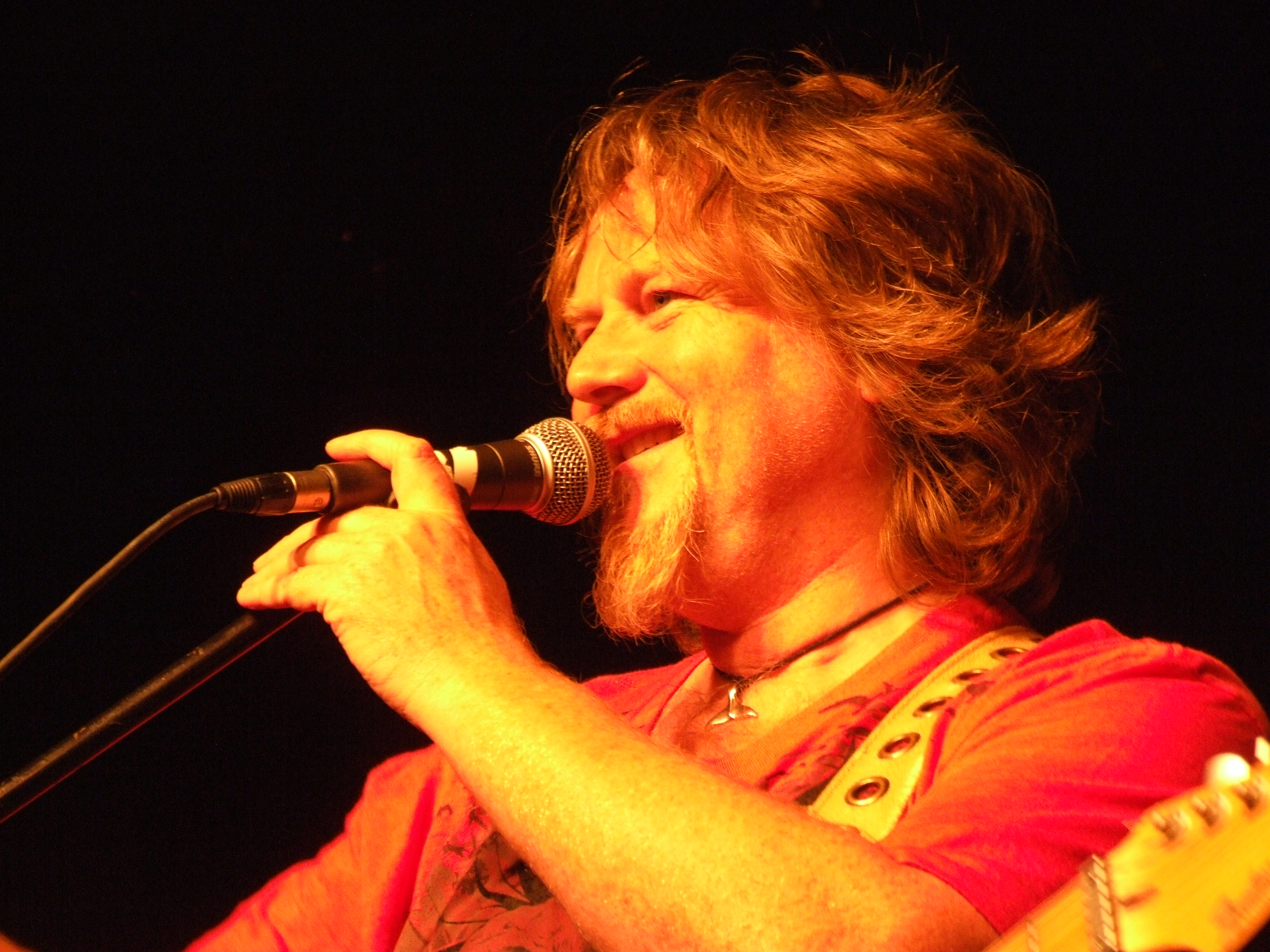
Nick Barrett, guitarra, voz, fundador de Pendragon, 2010, Aschaffenburg.

## Miembros
- Nick Barrett - guitarra, voz (1978-presente)
- Peter Gee - bajo (1978-presente)
- Clive Nolan - teclados (1986-presente)
- Jan-Vincent Velazco - batería (2015–presente)

### Miembros pasados
- John Barnfield - teclados (1978-1984)
- Rick Carter - teclados (1984-1986)
- Alan Gyorffy - batería (1978)
- Nigel Harris - batería (1978-1984)
- Matt Anderson - batería (1984–1986)
- Fudge Smith - batería (1986-2006)
- Joe Crabtree - batería (2006-2008)
- Scott Higham - batería (2008-2014)
- Craig Blundell - batería (2014–2015)

## Discografía
- 1985 - The Jewel
- 1986 - 9:15 Live
- 1988 - Kowtow
- 1991 - The World
- 1993 - The Window of Life
- 1995 - Utrecht the Final Frontier
- 1996 - The Masquerade Overture
- 1997 - Live in Kraków 1996
- 2001 - Not of This World
- 2001 - The Round Table
- 2002 - Acoustically Challenged
- 2005 - Believe
- 2008 - Pure
- 2009 - Concerto Maximo
- 2011 - Passion
- 2013 - Out of Order Comes Chaos
- 2013 - Introducing Pendragon
- 2014 - Men Who Climb Mountains
- 2020 - Love Over Fear
- 2023 - North Star

MISCELANEOS: 
- 1991 - The R(B)est of Pendragon (Compilación)
- 1994 - Fallen Dreams and Angels (EP)
- 1996 - As Good as Gold (EP)
- 1999 - Once Upon a Time in England Vol. 1 (compilación)
- 1999 - Once Upon a Time in England Vol. 2 (compilación)
- 2000 - The History: 1984-2000 (compilación)